# Collorhabdium williamsoni
Genre
Espèce
Statut de conservation UICN

 LC  : Préoccupation mineure
Collorhabdium williamsoni, unique représentant du genre Collorhabdium, est une espèce de serpents de la famille des Colubridae.

## Répartition
Cette espèce est endémique de Malaisie péninsulaire.

## Description
L'holotype de Collorhabdium williamsoni mesure 236 mm dont 36 mm pour la queue. Cette espèce a le dos iridescent de couleur brunâtre ou noirâtre. Sa tête peut présenter des taches jaunes. Sa face ventrale est blanche, son menton et sa gorge étant tachetés de sombre.

## Étymologie
Son nom d'espèce lui a été donné en l'honneur de K. B. Williamson qui a fourni de nombreux spécimens.

## Publication originale
- Smedley, 1931 : Amphibians and reptiles from the Cameron Highlands, Malay Peninsula. Bulletin of the Raffles Museum, Singapore, vol. 6, p. 105-123 (texte intégral).